# Eriospermum ciliatum
Eriospermum ciliatum är en sparrisväxtart som beskrevs av Pauline Lesley Perry. Eriospermum ciliatum ingår i släktet Eriospermum och familjen sparrisväxter. Inga underarter finns listade i Catalogue of Life.